# Synagoga w Vyškovie
Synagoga w Vyškovie (cz. Synagoga ve Vyškově) – synagoga znajdująca się w Vyškovie w Czechach, przy rynku (Masarykovo naměstí).
Synagoga została wybudowana w 1885 roku w stylu neoromańskim. Budowlę wzniesiono na rynku, co jest sytuacją wyjątkową na terenie Czech. W 1929 roku gmina żydowska przekazała ją na cele muzealne. 
W 1954 roku muzeum przeniosło się do miejscowego pałacu i rozpoczęto przebudowę obiektu na potrzeby Czechosłowackiego Kościoła Husyckiego. 7 lipca 1957 roku budowla została poświęcona i otrzymała imię Karla Farskiego, który był założycielem i pierwszym zwierzchnikiem tej wspólnoty wyznaniowej. Kolejny remont przeprowadzono w latach 1968–1969. Kolejne prace nastąpiły w latach 1990–1991 i były spowodowane naruszeniem statyki budowli poprzez wyburzenie sąsiedniego domu. Prace remontowe wewnątrz budowli przeprowadzono w 2002 roku.